# Elisabetta Sancassani
Elisabetta Sancassani (ur. 6 lutego 1983 w Lecco) – włoska wioślarka.

## Osiągnięcia
- Mistrzostwa świata – Sewilla 2002 – dwójka podwójna – 3. miejsce[1]
- Mistrzostwa świata – Mediolan 2003 – dwójka podwójna – 5. miejsce[1]
- Igrzyska olimpijskie – Ateny 2004 – dwójka podwójna – 8. miejsce[1]
- Mistrzostwa świata – Gifu 2005 – dwójka podwójna – 6. miejsce[1]
- Mistrzostwa świata – Eton 2006 – dwójka podwójna – 10. miejsce[1]
- Mistrzostwa świata – Monachium 2007 – dwójka podwójna – 7. miejsce[1]
- Mistrzostwa Europy – Poznań 2007 – dwójka podwójna – 4. miejsce[1]
- Igrzyska olimpijskie – Pekin 2008 – dwójka podwójna – 10. miejsce[1]
- Mistrzostwa świata – Poznań 2009 – czwórka podwójna – 4. miejsce[1]
- Mistrzostwa Europy – Brześć 2009 – czwórka podwójna – 2. miejsce[1]
- Mistrzostwa Europy – Montemor-o-Velho 2010 – dwójka podwójna – 3. miejsce[1]
- Mistrzostwa Europy – Montemor-o-Velho 2010 – czwórka podwójna – 5. miejsce[1]